# Barnum's American Museum
Barnum's American Museum er et museum i New York City på Broadway og Ann Street. Det var en samling af naturhistoriske finurligheder. John Scudder åbnede museum ca. 1800. P.T. Barnum købte museet ca. 1830. Han erstattede de gamle viser med levende viser f.eks. generel Tom Thumb, Lavinia Warren, og "siamesiske tvillinger" Chang og Eng. I 1865 blev bygningen ødelagt i en brand. Barnum genopbygget på en anden placering, men at bygningen brændte ned til grunden i 1868. Barnum's American Museum blev aldrig genåbnet.